# Seduzir
Seducir es el cuarto álbum de estudio del cantante y compositor brasileño Djavan, lanzado en 1981 por EMI. El álbum contiene canciones como: "A Ilha", "Seduzir", "Faltando un Pedazo", "Pedro Brasil", "Jogral", "Luanda" y "Total Abandono" que destacan por su originalidad y le granjearon un respeto por parte de consagrados compositores brasileños. La canción "Faltando um Pedaço" fue lanzada en un disco promocional en 1980, anticipándose a la fecha de lanzamiento del disco que fue lanzado en mayo de 1981.

## Recepción
El álbum fue aclamado por la crítica especializada. Alex Henderson de la web AllMusic y Mauro Ferreira del Notas Musicales dieron al álbum 5 de 5 estrellas. Álvaro consideró que a pesar de ser cantado todo en portugués, se percibe la influencia de artistas americanos en el cantante. "Morena de Endoidecer" fue clasificada como "impresionista", "Jogral" como una compleja canción inspirada en el jazz, "Faltando Un Pedazo" como "encantadora", además de haber percibido influencias de Stevie Wonder en el rango-título. Ferreira lo clasificó como "síntesis de la fase inicial de la discografía del artista."

## Temas
| Lado A |                        |                             |          |  |
| N.º    | Título                 | Compositor(es)              | Duración |  |
| 1.     | "Pedro Brasil"         | Djavan                      | 4:45     |  |
| 2.     | "Seduzir"              | Djavan                      | 3:36     |  |
| 3.     | "Morena de Endoidecer" | - Djavan - Cacaso           | 4:26     |  |
| 4.     | "Jogral"               | - Djavan - Filó - José Neto | 2:13     |  |
| 5.     | "A Ilha"               | Djavan                      | 4:01     |  |

| Lado B |                                               |                        |          |  |
| N.º    | Título                                        | Compositor(es)         | Duración |  |
| 6.     | "Faltando um Pedaço"                          | Djavan                 | 4:49     |  |
| 7.     | "Êxtase"                                      | - Djavan - Aldir Blanc | 3:24     |  |
| 8.     | "Luanda"                                      | Djavan                 | 4:00     |  |
| 9.     | "Total Abandono"                              | Djavan                 | 2:12     |  |
| 10.    | "Nvula Ieza Kia/Humbiumbi" (com Gilberto Gil) |                        |          |  |

## Créditos
- Banda Sururu de Capote: Luiz Avellar, Sizão, Téo Lima, Café, Zé Nogueira, Marquinhos y Moisés
- Productor Fonográfico: EMI-Odeon Fonográfica Industrial y Electrónica S.A.
- Dirección de Producción: Renato Côrrea
- Producción Ejecutiva: Djavan, Mayrton Bahía
- Asistentes de Producción: Monique Gardenberg, Paulo Albuquerque
- Orquestrações y Regências: Luiz Avellar
- Arreglos de Base: Djavan
- Técnicos de Grabación: Guilherme Reyes, Serginho, Franklin Garrido
- Técnico de Remixagem: Franklin Garrido
- Corte: Osmar Furtado
- Esbozo: Noguchi
- Fotos: Fernando Carvalho
- Coordinación Gráfica: Tadeu Valério

- Datos: Q10369352